# پرستاران (مجموعه تلویزیونی کلمبیا)
پرستاران (Enfermeras) یک مجموعه تلویزیونی کلمبیایی است که توسط آنا ماریا پرز ساخته شده و توسط RCN Televisión در سال 2019 پخش می شود.